# Proechimys quadruplicatus
Proechimys quadruplicatus là một loài động vật có vú trong họ Echimyidae, bộ Gặm nhấm. Loài này được Hershkovitz mô tả năm 1948.

## Hình ảnh

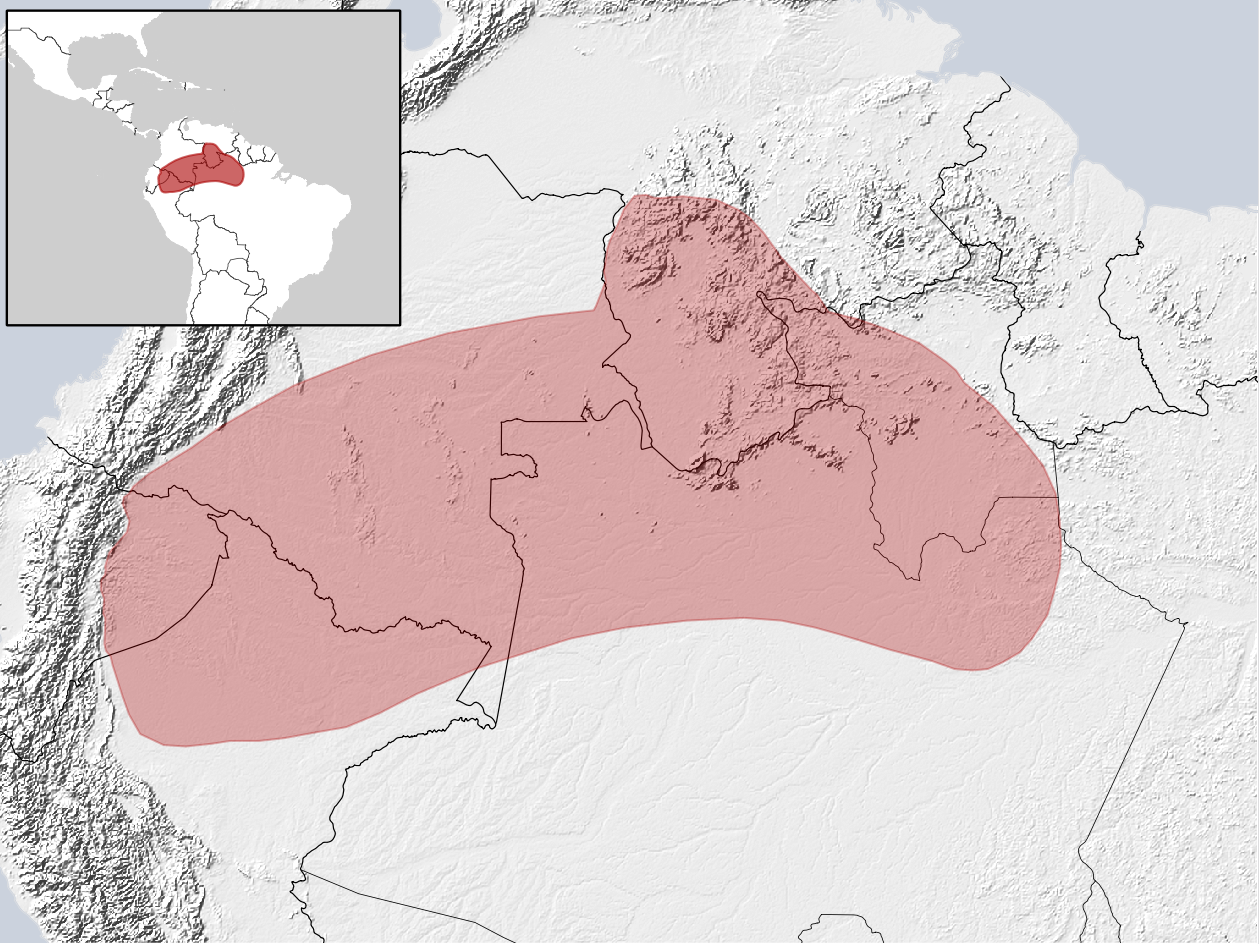